# Suc de Séponet
Le suc de Séponet est un suc situé dans le Massif central. Il s'élève à 1 534 mètres d'altitude au sein des monts du Vivarais.

## Géographie

### Situation
Environné par une hêtraie, il se trouve entre les communes de Cros-de-Géorand et Saint-Eulalie dans le département de l'Ardèche. Le sommet est contourné par le sentier de grande randonnée 3 dont le départ est au mont Gerbier-de-Jonc.

### Géologie
Il s'agit d'un volcan péléen en forme de dôme.

### Climat
Le climat est montagnard avec d'importantes chutes de neige et des vents violents soufflant en hiver, dont la burle. Les précipitations sont abondantes (environ 1 500 mm par an) avec un pic en septembre-octobre. 